# Санта Венере-Портела
Санта Венере-Портела је насеље у Италији у округу Ређо ди Калабрија, региону Калабрија.
Према процени из 2011. у насељу је живело 244 становника. Насеље се налази на надморској висини од 960 м.